# スライド・エリア
『スライド・エリア 』（原題：The Slide Area）は、アメリカ合衆国のミュージシャン、ライ・クーダーが1982年に発表した、サウンドトラック・アルバムを除けば通算9作目のスタジオ・アルバム。

## 反響・評価
母国アメリカのBillboard 200では105位に終わり、『バップ・ドロップ・デラックス』（1979年）、『ボーダーライン』（1980年）に続く全米トップ100入りは果たせなかった。一方、ノルウェーのアルバム・チャートでは9週トップ40入りして最高5位を記録し、前2作に引き続きトップ10入りした。日本では、クーダーのアルバムとしては唯一オリコンLPチャート（1970年 - 1989年集計）でトップ100入りし、最高76位を記録した。
Bob Gottliebはオールミュージックにおいて5点満点中3.5点を付け、冒頭の「ゲットーのUFO」を「馬鹿げており非常にファンキー」「他の曲から浮いている」と評する一方、「ブルー・スウェード・シューズ」および「アイ・ニード・ア・ウーマン」のカヴァーを聴き所として挙げ「いずれもオリジナルと比べると、ブタとスナネズミぐらいの違いがあり、R&Bチャートでヒットしそうな形に変えられている」と評している。ロバート・クリストガウは本作にCプラスを付け、サイド1に関して「彼としては最も見当違いで、奇妙かつ古臭い」と評している。また、『アンカット』誌の2014年の記事「Ry Cooder - 1970 - 1987」では、全体像に関して前作『ボーダーライン』と共に「『バップ・ドロップ・デラックス』の都会的でエレクトリック色の強い雰囲気を引き継いだ」、インプレッションズのカヴァー「ジプシー・ウーマン」に関して「ボーカリストとしてのクーダーの力量では、とても無理な曲である」と評されている。

## 収録曲
1. ゲットーのUFO - UFO Has Landed in the Ghetto (Ry Cooder, Jim Keltner) - 5:03
2. アイ・ニード・ア・ウーマン - I Need a Woman (Bob Dylan) - 4:37
3. ジプシー・ウーマン - Gypsy Woman (Curtis Mayfield) - 4:04
4. ブルー・スウェード・シューズ - Blue Suede Shoes (Carl Perkins) - 5:21
5. ママ、あなたったらひどいわよ - Mama, Don't Treat Your Daughter Mean (R. Cooder) - 5:58
6. ドリンキング・アゲイン - I'm Drinking Again (R. Cooder, J. Keltner) - 4:38
7. ウィッチ・ケイム・ファースト - Which Came First (R. Cooder, Willie Dixon) - 3:46
8. - That's the Way Love Turned Out for Me (Quinton Claunch, Dave Hall, R. Cooder) - 5:48

## 参加ミュージシャン
- ライ・クーダー - ボーカル、ギター
- ジム・ディッキンソン - キーボード(on #1, #2, #3, #6, #8)、ピアノ(on #4)、エレクトリックピアノ(on #5)、オルガン(on #7)
- ウィリアム・D・スミス - キーボード(on #1, #2, #3, #6, #8)
- ティム・ドラモンド（英語版） - ベース(on #1, #2, #4, #5, #7)
- チャック・レイニー - ベース(on #3)
- レジー・マクブライド（英語版） - ベース(on #6, #8)
- ジム・ケルトナー - ボーカル(on #6)、ドラムス
- ラス・バブー - パーカッション(on #3)
- 松居和 - 尺八(on #5, #7)
- ジョン・ハイアット（英語版） - ボーカル(on #6)、ギター(on #8)、バックグラウンド・ボーカル(on #1, #2, #3, #4, #5, #7, #8)
- ボビー・キング - バックグラウンド・ボーカル(on #1, #2, #3, #4, #5, #7, #8)
- ウィリー・グリーン - バックグラウンド・ボーカル(on #1, #2, #3, #4, #5, #7, #8)
- ハーマン・ジョンソン - バックグラウンド・ボーカル(on #1, #2, #4, #5, #7, #8)
- ボビー・ベイカー - バックグラウンド・ボーカル(on #3)
- ジョージ・マクファーデン - バックグラウンド・ボーカル(on #4, #5)
- ニック・デカロ - ストリングス・アレンジ、指揮(on #8)